# توریده، ایباراکی
توریده در استان ایباراکی در کشور ژاپن  واقع شده‌است  که دارای جمعیت ۱۰۹٬۹۵۳ نفر و مساحت ۶۹٫۹۶ کیلومتر مربع با تراکم جمعیت ۱٬۵۷۲  نفر در کیلومترمربع است و در تاریخ ۱ اکتبر ۱۹۷۰ به عنوان شهر شناخته شد.